# Mesiphiastus fulvescens
Mesiphiastus fulvescens är en skalbaggsart som först beskrevs av Francis Polkinghorne Pascoe 1863.  Mesiphiastus fulvescens ingår i släktet Mesiphiastus och familjen långhorningar. Inga underarter finns listade i Catalogue of Life.